# Epipsilia latens
Epipsilia latens är en fjärilsart som beskrevs av Jean Baptiste Boisduval 1834/35. Epipsilia latens ingår i släktet Epipsilia och familjen nattflyn. Inga underarter finns listade i Catalogue of Life.